# Comuna Popivți, Bar
Popivți (în ucraineană Попівці) este o comună în raionul Bar, regiunea Vinnița, Ucraina, formată din satele Vereșkî, Popivți (reședința) și Koșarînți.

## Demografie
Componența lingvistică a satului Popivți
     Ucraineană (98,09%)
     Rusă (1,73%)
     Alte limbi (0,05%)
Conform recensământului din 2001, majoritatea populației satului Popivți era vorbitoare de ucraineană (98,09%), existând în minoritate și vorbitori de rusă (1,73%).